# Усть-Аяз
Усть-Аяз (баш. Усть-Әйәҙ) — деревня в Дуванском районе Республики Башкортостан Российской Федерации. Входит в состав Заимкинского сельсовета.
Население на 1 января 2002 года составляло 255 человек.
Почтовый индекс — 452546, код ОКАТО — 80 223 813 003.
Находится на правом берегу реки Уфа.

## География

### Географическое положение
Расстояние до:
- районного центра (Месягутово): 113 км,
- центра сельсовета (Заимка): 2 км,
- ближайшей ж/д станции (Сулея): 188 км.

## Население
| 2002 | 2010 |
| ---- | ---- |
| 255  | ↘227 |